# مارتون إردوس
مارتون إردوس (بالمجرية: Erdős Márton)‏ هو مصارع رياضي مجري، ولد في 17 سبتمبر 1944 في بودابست في المجر.

## وصلات خارجية
- مارتون إردوس على موقع قاعدة بيانات المصارعة الدولية (الإنجليزية)
- مارتون إردوس على موقع اللجنة الأولمبية الدولية (الإنجليزية)
- مارتون إردوس على موقع أوليمبيديا (الإنجليزية)
- مارتون إردوس على موقع اللجنة الأولمبية المجرية (الهنغارية)